# Piet De Praitere
Piet De Praitere (Kortrijk, 10 oktober 1963) is een Vlaamse stand-upcomedian, acteur en schrijver. Hij is bekend als stand-upcomedian en met zijn typetjes Etienne met het open verhemelte en Dikke Gilbert de la Tourette.
De carrière van De Praitere begon in 1994 toen hij samen met Gunter Lamoot en Bart Vanneste De Groote Prijs W.P. Stutjens won. Als gevolg hiervan werkte hij mee aan Studio Kafka, een humoristisch radioprogramma met Kamagurka op Studio Brussel.
Uit dit programma ontstond zijn eerste typetje Etienne met het open verhemelte.
Naast zijn podiumvoorstellingen werkte De Praitere mee aan radio- en televisieprogramma's als Wees Blij Met Wat Je Hebt, Nonkel Pop, Lookalikes, Comedy Casino en speelde hij Claude Delvoye in de serie Bevergem (2015) en in De twaalf (2019) speelt hij Noël, een van de juryleden. In 2021 speelde hij mee in Onder vuur als Gilbert Gesqiuere.

## Voorstellingen
- Moderne wiskunde live! (als Etienne met het open verhemelte) (1996 - 1997)
- De prins der meligheid (als Etienne met het open verhemelte) (1998 - 2000)
- Geboren worden is erfelijk (Theatermonoloog, tekst: Herman Brusselmans)
- 100% geconcentreerd (als Etienne met het open verhemelte) (2001 - 2002)
- The very best of Etienne met het open verhemelte (als Etienne met het open verhemelte) (2002 - 2003)
- Dikke Gilbert de la Tourette (als Dikke Gilbert de la Tourette) (2003 - 2004)
- Een mens maakt wat mee (stand-upcomedy) (2006 - 2008)
- Al wat je zegt, zeg je toch zelf (stand-upcomedy) (2010)
- Ik ruik naar Oostende (stand-upcomedy) (2023)